# یارله آمبو
یارله آمبو (انگلیسی: Jarle Aambø؛ زاده ۱۹۶۰ (۶۴–۶۵ سال)) یک داور ورزشی اهل نروژ است.